# Hazlewoods Limited
Hazlewoods Limited va ser un fabricant de bicicletes i motocicletes britànic amb seu a Coventry. Va començar a fabricar bicicletes el 1895 i motocicletes el 1911, fins que va acabar tancant pels volts de 1923. Van ser moltes les empreses britàniques de motocicletes que, procedents del sector de la bicicleta, fan ver el pas a la fabricació de bicicletes motoritzades gràcies a la consolidació d'una xarxa de proveïdors de motors i canvis de boixa.

## Orígens
James Hazlewood va començar a fabricar bicicletes el 1876 a Bishopsgate Green, a l'àrea de Foleshill de Coventry, amb la seva empresa The Hazlewood Cycle Company. El 1888, John Warman (el fabricant de les bicicletes i tricicles "Rival", "Albion" i "Triumph" des de la firma Warman & Co a Albion Mills) es va unir a la societat i ambdós van formar Warman & Hazlewood. Aquesta nova companyia va produir bicicletes amb les marques "Albion" i "Rival" a Albion Mills. John Warman va deixar el negoci el 1895, quan va emigrar a Amèrica, i atès que altres membres de la família Hazlewood havien entrat a l'empresa, aquesta va passar a anomenar-se Hazlewoods Ltd. Cap al 1905, l'empresa va començar a fabricar sidecars per a motocicletes.

## Motocicletes

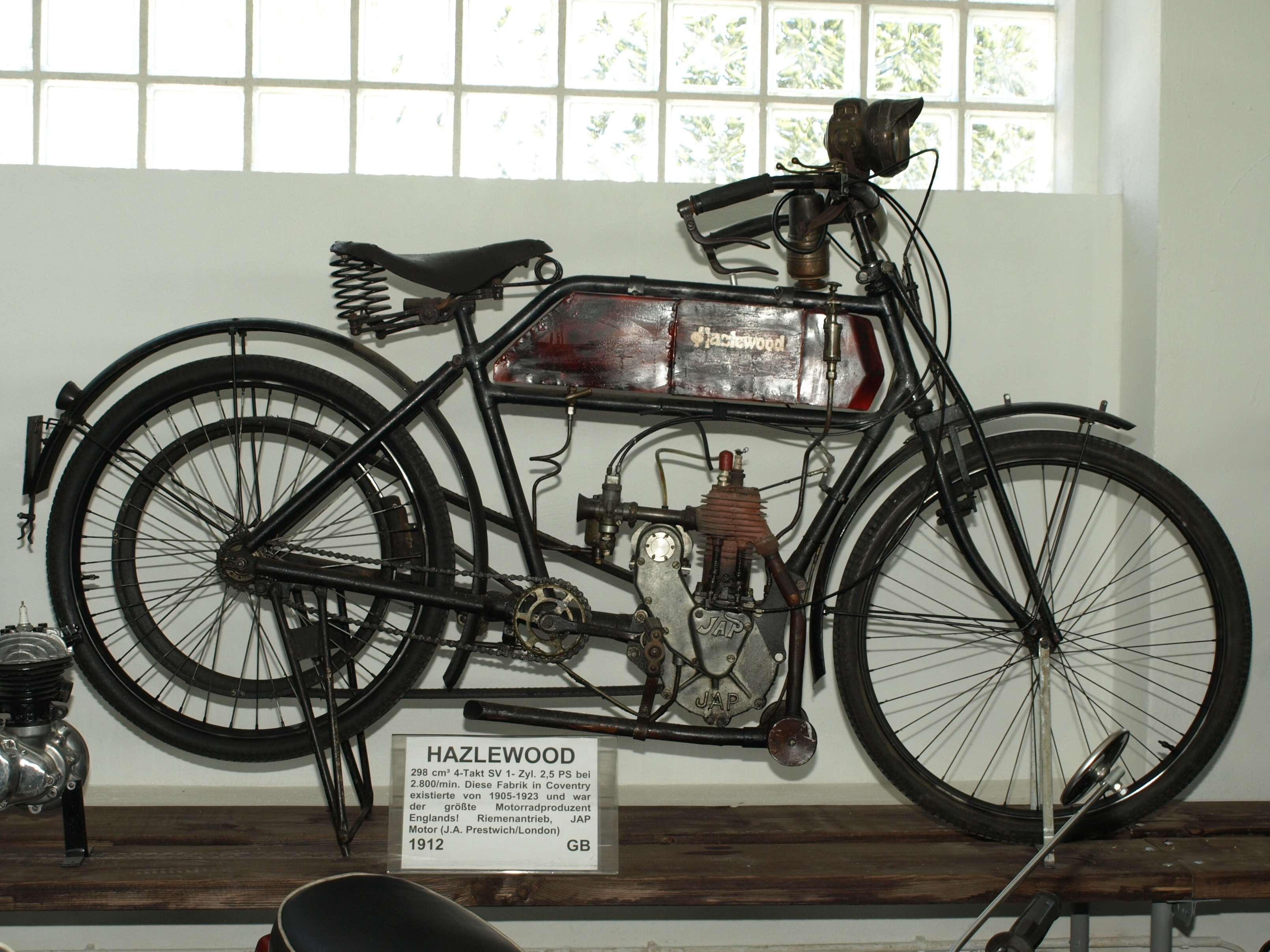
Una Hazlewood de 1912 amb motor monocilíndric JAP 298 cc de quatre temps

El 1911, l'empresa va llançar la seva pròpia motocicleta Hazlewood, construïda a Albion Mills (a West Orchard, Coventry). S'oferia amb diferents opcions de motor, tots ells o bé monocilíndrics o bé V-twin de J.A. Prestwich. El model més popular duia el motor J.A.P. V-twin de 5-6 CV (diàmetre per carrera de 70 x 85 mm). Aquest tipus de motor el subministrava J.A. Prestwich a diversos fabricants, especialment recomanat per a motocicletes amb sidecar però també adient per a una potent motocicleta en solitari. Entre els models de menor cilindrada hi havia una moto de 300 cc, de les quals en sobreviu un exemplar del 1912. La transmissió es basava en un pinyó posterior de tres velocitats Armstrong, similar als que es feien servir en les bicicletes (les quals Hazlewoods va continuar construint).
A mitjan 1914, Hazlewoods va actualitzar el disseny de la motocicleta afegint-hi una caixa de canvis de tres velocitats amb contraeixos completa i palanca d'engegada integral. Tot i que Sturmey-Archer n'oferia una de les mateixes característiques des d'aquella data, no és clar que la que muntava la Hazlewood fos d'aquesta marca. La nova caixa de canvis requeria l'addició d'un tub descendent addicional a la part posterior del bastidor. La companyia en va oferir un servei d'adaptació als propietaris de models antics, de manera que es poden trobar exemplars anteriors amb la caixa de canvis de tres velocitats. Més tard, el 1914, va aparèixer una monocilíndrica de mitjana cilindrada, de nou amb motor J.A.P., aquest cop amb un diàmetre per carrera de 90 x 93 mm (és a dir, 592 cc) amb una potència de 4 CV. Aquest model feia servir peces de cicle similars a les de la V-twin, inclosa la caixa de canvis de tres velocitats. Seguia estant disponible una motocicleta amb motor més petit, també J.A.P, de 2,75 CV i canvi de tres velocitats Sturmey-Archer (Sturmey-Archer va comprar l'Armstrong-Triplex Three Speed Company a la New Hudson Cycle Company el 1914).
Durant la Primera Guerra Mundial, Hazlewoods va haver de suspendre la producció de motocicletes i es va dedicar a la producció de municions de guerra.
Hazlewoods va exposar motocicletes a l'Olympia Motorcycle Show a finals de 1922, però la producció va cessar cap al 1923-1924. Al Coventry Transport Museum s'hi exhibeix un exemplar de la motocicleta V-twin de 1922 amb sidecar. Segons un anunci de l'època, les mides dels motors disponibles aquell any per als sidecars eren de 770 i 976 cc. La companyia va continuar fabricant motocicletes més petites, entre elles les individuals de 292 i 346 cc, totes amb motors J.A.P. Aquests exemples tardans s'oferien amb transmissió per cadena posterior (en comptes de la transmissió per corretja).
El 1926 es va fundar una nova empresa, "The New Hazlewood Cycle Co.", però va durar poc i va fer fallida el 1928.